# U 137 (Sovjet-Unie)
Sovjet-onderzeeër S-363 (Russisch: С-363) was een Sovjet-marine-onderzeeër van de Whiskey-klasse van de Baltische Vloot, die bekend werd onder de aanduiding U137 toen hij op 27 oktober 1981 aan de zuidkust van Zweden vastliep, ongeveer 10 km (6,2 zeemijl) van Karlskrona, een van de grootste Zweedse marinebases. U137 was de onofficiële Zweedse naam voor het schip, aangezien de Sovjets de namen van de meeste van hun onderzeeërs geheim hielden. Het daaruit voortvloeiende internationale incident wordt vaak het Whiskey on the rocks-incident genoemd.

## Stranding
In de ochtend van 28 oktober 1981 waren twee Zweedse vissers hun vangst naar Karlskrona aan het binnenhalen toen ze een mysterieuze olievlek opmerkten. Een zekere Bertil Sturkman keerde later terug naar het gebied om het te onderzoeken. Om 10:00 trof hij een verrassend spektakel aan: een 76 meter lange onderzeeër die aan stuurboord tussen de scherpe rotsen van het eiland Torumskär was ingeklemd. Op de commandotoren van de onderzeeër stond een officier met een machinegeweer die hem door een verrekijker aanstaarde. Toen de officier begon te zwaaien, draaide Sturkman zich om en ging naar Karlskrona om het de andere vissers te vertellen.
Vanuit Karlskrona lichtten ze de naburige marinebasis in over deze gebeurtenissen. Rond 11:00 naderde een Zweeds patrouillevaartuig de onderzeeër. Via een bemanningslid die Duits sprak kwamen de Zweden erachter dat de U-137 was gestrand door een defect navigatiesysteem.
Toen het nieuws aangaande de S-363 zich verspreidde, omsingelden boten en journalisten de onderzeeër. De regering van Zweden eiste het recht om de kapitein, Anatolij Gustjtjin, te ondervragen. De Sovjet-Unie beweerde dat de S-363 de Zweedse wateren was binnengevaren om hulp te zoeken, hoewel de S-363 geen noodsignaal had uitgestuurd.
De situatie verslechterde toen een Sovjetvloot de gestrande onderzeeër naderde. Twee Zweedse marineschepen blokkeerden de toegang tot de U-137, waardoor de vloot tot stilstand kwam. Door proeven in de Zweedse wateren werd het duidelijk dat de onderzeeër kernwapens vervoerde en dat die stand-by stond. De kracht van het vermeende wapen was naar schatting even groot als die van de atoombom die op 9 augustus 1945 op Nagasaki viel. Hoewel de Sovjetautoriteiten de aanwezigheid van kernwapens aan boord van de S-363 nooit officieel bevestigden, bevestigde later de politiek officier van het schip, Vasily Besedin, dat sommige torpedo's waren uitgerust met kernkoppen. De bemanning had de opdracht gekregen om de S-363, inclusief deze kernkoppen, te vernietigen als Zweedse troepen de controle over de onderzeeër zouden proberen over te nemen.
Ondertussen werden de logboeken en andere gegevens van de U-137 gecontroleerd. Toen er een storm opstak en het Zweedse radarbeeld daardoor werd verstoord, verzond de U-137 een noodsignaal. Vanuit Sovjet-Russische territoriale wateren kwamen daar twee schepen op af, wat ertoe leidde dat Thorbjörn Fälldin, de toenmalige Zweedse premier, het bevel gaf geen centimeter terug te wijken. Dit betekende dat de Zweedse krijgsmacht in de hoogste staat van paraatheid werd gebracht. Na een spannende twintig minuten belde generaal Ljung de premier. Ljung vertelde hem dat deze twee schepen geen Sovjet-oppervlakteschepen waren, maar twee Duitse koopvaardijschepen.